# Pleomonodictydaceae
Pleomonodictydaceae is een familie van de  Ascomyceten. Het typegeslacht is Pleomonodictys.

## Geslachten
Volgens Index Fungorum telt de familie twee geslachten (peildatum april 2022):
- Pleomonodictys
- Pleohelicoon